# 陳善有
陳 善有（チン・ソニュ、ジン・ソニュ、ちん ぜんゆう、1988年12月17日 - ）は、大韓民国のショートトラックスピードスケートの選手である。本貫は驪陽陳氏。大邱広域市出身。
2005年11月13日ショートトラックスケートワールドカップ1次大会（イタリア・ボルミオ）女子1000mで1分30秒037の世界新記録を打ち立てた。
2006年トリノオリンピックでは、ショートトラック女子1000m、1500m、3000mリレーで金メダルを獲得したが、500mでは転倒してしまい、メダル獲得はならなかった。
実際の年齢よりもかなり老けて見えるため、ついたあだ名は「진아줌마(陳アジュマ、日本語訳・陳おばさん)」。